# Йейтс, Джозеф Брукс
Джозеф Брукс Йейтс (Ятс) (англ. Joseph Brooks Yates; 21 января 1780, Ливерпуль — 12 декабря 1856) — английский издатель и антиквар, владелец книгоиздательской фирмы в Ливерпуле, президент ливерпульского общества философии и литературы.

## Биография
Родился в семье пастора Унитарианской церкви. Брат Джемса Йейтса (1789—1871), богослова, писателя, автора ряда трудов по теологии.
Около 1796 года окончил Итонский колледж. Устроился на работу в торговый дом Западной Индии, со временем стал там партнёром.
Был одним из ведущих реформаторов Ливерпуля, активно участвовал в создании и деятельности литературных и научных учреждений города. В феврале 1812 года был в числе учредителей Ливерпульского литературно-философского общества (Liverpool Royal Institution), президентом которого он был в течение 12 лет. Также был одним из основателей Южной и Токсетской больниц в Ливерпуле.
В 1852 году стал членом Королевского общества древностей и Королевского географического общества.
В 1852—1855 годах член Учёного совета Общества Chetham , занимавшегося публикацией исторических и литературных древностей, состоял в Лондонском филологическом обществе.
Будучи президентом ливерпульского общества философии и литературы, представил ему много мемуаров по различным вопросам библиографии, о переплете книг в древности, о бумаге, употреблявшейся для печатания книг в первое время после открытия книгопечатания и т. п.
Ему принадлежит также интересное сообщение о состоянии географических сведений в древности и о начертании карты земных полушарий в XVI веке. Труды Йейтса напечатаны в «Transactions» общества, в котором он состоял президентом.

## Избранные публикации
- On Richard Rolle of Hampole’s Stimulus Conscientiæ, 1820 (in Archæologia, xix. 314-35)
- Geographical Knowledge and Construction of Maps in the Dark Ages, 1838.
- Memoir on the Rapid and Extensive Changes which have taken place at the Entrance to the River Mersey, 1840
- Miracle Plays (in Christian Teacher), 1841.
- Bishop Hall’s Mundus Alter et Idem, 1844.
- Archæological Notices respecting Paper, 1848.
- On Books of Emblems, 1848.
- On Ancient Manuscripts and the Method of preparing them, 1851.
- An Account of Two Greek Sepulchral Inscriptions at Ince Blundell, 1852.
- The Rights and Jurisdiction of the County Palatine of Chester, in the Chetham Society’s Miscellanies, 1857.